# (73080) 2002 GJ9
(73080) 2002 GJ9 – planetoida z pasa głównego asteroid okrążająca Słońce w ciągu 5,45 lat w średniej odległości 3,1 j.a. Odkryta 15 kwietnia 2002 roku.